# Mesoclanis cribripennis
Mesoclanis cribripennis är en tvåvingeart som först beskrevs av Mario Bezzi 1924.  Mesoclanis cribripennis ingår i släktet Mesoclanis och familjen borrflugor. Inga underarter finns listade i Catalogue of Life.